# Kit vidéo pour stupide pute trop gâtée
Kit vidéo pour stupide pute trop gâtée (Stupid Spoiled Whore Video Playset en version originale) est le douzième épisode de la huitième saison de la série animée South Park, ainsi que le 123e épisode de l'émission.
Paris Hilton arrive à South Park pour l'ouverture d'un magasin vendant le nécessaire pour devenir une fille facile. Après le suicide de son chihuahua Tinkerbell, elle décide de rester un peu plus longtemps pour tenter de faire de Butters son nouvel animal de compagnie en le déguisant en ourson.

## Résumé
Paris Hilton arrive à South Park pour inaugurer un nouveau magasin d'accessoires de mode pour devenir "une vraie salope". Wendy Testaburger, Kelly, Annie, Barbara et les autres filles viennent la voir. Paris est désignée comme "un exemple pour toutes les jeunes filles du monde". La boutique s'appelle Stupide pute trop gâtée. Wendy est d'abord interloquée par le personnage, se demandant pour quelle raison elle est célèbre, puis elle est choquée par ce qui se vend dans la boutique.
Paris Hilton part en limousine, et son chien Tinkerbell se tire une balle dans la tête, ne pouvant plus supporter l'attention excessive dont l'entoure sa maîtresse. Paris est inconsolable, mais en repérant Butters, elle veut à tout prix en faire son nouveau chien. Elle parvient à l'emmener avec elle (Butters n'a pas le droit de monter dans la voiture d'une inconnue sauf si c'est une limousine).
Wendy, quant à elle, est très choquée par le comportement de ses camarades. Elle va voir son père et réussit à l'amadouer avec un peu de psychologie mais celui-ci, bien que réticent au départ, ne voit ensuite rien de mal à ce que sa fille s'habille en Paris Hilton après avoir été convaincu par des filles dans la boutique qui lui ont promis de lui faire ce qu'il voulait s'il leur achetait un sac à main.
Butters se retrouve déguisé en ourson par Paris Hilton. Elle propose à ses parents de l'acheter pour 200 millions de dollars. Stephen Stotch envisage sérieusement la possibilité, au nom du bien-être du reste de la famille (lui et sa femme).
Les filles font une fête et Wendy n'est pas invitée. Elles invitent tous les garçons de  l'école, qui sont assez inquiétés par leur nouveau comportement (elles font des allusions très explicites sur ce qui les attend à leur fête). Cartman est le seul qui tient à se faire inviter, malheureusement sans succès. Entre-temps, les parents de Butters annoncent à Paris qu'ils refusent de vendre leur fils pour 200 millions de dollars... mais qu'ils acceptent de le lui céder pour 250 millions. Butters est horrifié, mais son père lui laisse une chance : s'il réunit la somme tout seul, il pourra rester avec ses parents.
La fête des filles bat son plein. Wendy fait appel à la plus "perverse et obscène" salope de tout South Park : Monsieur Esclave. Celui-ci accepte de l'aider. Butters est en plein désarroi, n'ayant pas réussi à réunir 250 millions de dollars. Au dernier moment, il découvre l'album photo des animaux suicidés de Paris, et s'enfuit, effrayé.
Wendy et M. Esclave arrivent à la fête. Butters s'y réfugie et Paris arrive alors que M. Esclave la critique et la traite de "rien du tout". Elle le défie alors à un Combat de Pouffes.
Le duel prend place à South Park, l'élection de la plus grosse pute de l'année. Paris commence, baisers au présentateur, foule d'hommes, insertion d'ananas dans le vagin, ... M. Esclave, de son côté, se contente de la regarder. Finalement, il se lève, enlève son pantalon, prend son élan, court et insère Paris tout entière dans son rectum. South Park entière est effarée, et M. Esclave fait un beau discours sur la responsabilité des parents qui doivent apprendre aux enfants à ne pas suivre les mauvais exemples. Heureusement grâce à la raison de Mr. Esclave après avoir fait un discours pour protéger South Park de Paris Hilton, les filles s'excusent auprès de Wendy, mais maheureusement, Butters ne sera pas vendu mais sera puni à tort pour avoir fait perdre 250 millions à ses parents.
L'épisode se termine avec Paris qui se trouve dans le rectum de M. Esclave. Elle rencontre le roi grenouille et la chanson de Lemmiwinks retentit.

## Critique de Paris Hilton
L'épisode est totalement consacré à la critique de Paris Hilton et à sa réputation de fille facile (la star crache du sperme tout au long de l'épisode et fait l'amour avec plusieurs hommes devant tout South Park). Ainsi, dans les commentaires audio du DVD, les créateurs exprimeront une fois de plus leur mépris pour celle qui « non seulement dit aux petites filles de rire d'elle, mais aussi d'être comme elle. »
Paris Hilton a réagi à la diffusion de l'épisode en déclarant « Je ne l'ai pas vu, mais dès lors qu'on vous copie ou qu'on vous imite, on ne peut que s'en sentir flattée, donc quoi que disent les gens, j'en ris. Ça ne me pose pas de problème ». Matt Stone a répondu dans une interview que « cela montre à quel point elle est tarée. C'est terrible qu'elle se sente flattée par ça » .